# Antares (filme)
Antares é um filme de drama austríaco de 2004 dirigido e escrito por Götz Spielmann. Foi selecionado como representante da Áustria à edição do Oscar 2005, organizada pela Academia de Artes e Ciências Cinematográficas.

## Elenco
- Petra Morzé
- Andreas Patton
- Hary Prinz
- Susanne Wuest